# Санфилиппо, Хосе
Хосе́ Франси́ско Санфили́ппо (исп. José Francisco Sanfilippo; род. 4 мая 1935 или 4 апреля 1935, Буэнос-Айрес) — аргентинский футболист, нападающий.

## Биография
Один из сильнейших аргентинских футболистов 1950-60-х годов. Величайший игрок в истории клуба «Сан-Лоренсо». Неоднократно становился лучшим бомбардиром чемпионатов Аргентины, Уругвая, Бразилии. В 29 матчах за сборную Аргентины забил 21 гол. Участник чемпионата мира по футболу 1962. Из 3-х матчей сборной Аргентины на турнире Санфилиппо появлялся на поле в двух: в первой игре группового этапа против сборной  Болгарии и в следующей — против Англии, в которой забил гол. На чемпионате мира по футболу 1958 Санфилиппо был в заявке, но на поле не выходил. 
Начал карьеру в 1953 году в «Сан-Лоренсо» и в период с 1958 по 1961 год неизменно становился лучшим бомбардиром чемпионатов Аргентины. Результат в 34 забитых гола в 1960 году сделал его также и лучшим бомбардиром среди всех чемпионатов в Южной Америке.
В 1963 году Санфилиппо перешёл в «Боку Хуниорс» и за один сезон в составе «сине-золотых» забил 14 голов в 27 играх. С 7-ю мячами он стал лучшим бомбардиром Кубка Либертадорес, а «Бока» вышла в финал турнира, где уступила бразильскому «Сантосу».
В марте 1964 года «Бока Хуниорс» встретилась с «Сан-Лоренсо» в предсезонном турнире памяти Хорхе Ньюбери. Санфилиппо, недовольный тем, что его не выпустили на поле, ударил главного тренера Аристобуло Деамбросси. Он также оскорбил помощника тренера Адольфо Педернеру. Тренерский штаб принял решение продать Санфилиппо,  президент клуба Альберто Армандо поддержал это решение.
После «Бока Хуниорс» Санфилиппо выступал в уругвайском «Насьонале» (25 голов в 21 матче), аргентинском «Банфилде», бразильских «Бангу» и «Баии», перед тем как закончить карьеру двумя чемпионскими титулами в 1972 году в составе родного «Сан-Лоренсо». Только в чемпионатах Аргентины он забил 226 голов в 330 играх — это пятый результат в истории.
В 1978 году Хосе Санфилиппо ещё выходил на поле в качестве футболиста, но это были игры в четвёртом аргентинском Дивизионе.

## Награды

### Командные
- Чемпион Аргентины (3): 1959, 1972 (Метрополитано), 1972 (Насьональ)
- Чемпион штата Баия: 1970
- Чемпион Панамериканских игр: 1955
- Чемпион Южной Америки: 1957

### Личные
- Лучший бомбардир чемпионата Аргентины (4): 1958 (28 голов), 1959 (31 гола), 1960 (34 голов), 1961 (26 голов)
- Лучший бомбардир чемпионата штата Баия: 1969
- Лучший бомбардир Кубка Либертадорес: 1963 (7 голов)
- Лучший бомбардир чемпионата Южной Америки: 1959 (1 турнир, 5 голов)